# パーヴェル・ヴィノグラードフ (宇宙飛行士)
パーヴェル・ヴラジーミロヴィチ・ヴィノグラードフ（ロシア語: Павел Владимирович Виноградов, ラテン文字転写: Pavel Vladimirovich Vinogradov、1953年8月31日-）は、マガダン出身のロシアの宇宙飛行士である。2009年末時点で、合計宇宙滞在時間は20位以内に入っている。
ヴィノグラードフは1977年にモスクワ航空大学を卒業し、S.P.コロリョフ ロケット&スペース コーポレーション エネルギアで、航空宇宙工学者として働いた。1992年3月3日に宇宙飛行士のプログラムに選ばれ、2年間の訓練を行った。

## 宇宙飛行経験
ヴィノグラードフは、1995年9月3日に打ち上げられたソユーズTM-22でバックアップを務めた。
一時はソユーズTM-24に乗ることが決まったが、機長のゲンナジー・マナコフが心臓病になり、乗組員全員が交代となった。
ヴィノグラードフは1997年8月5日に打ち上げられたソユーズTM-26で初めて宇宙に行き、1998年2月19日に地球に帰還するまでミールに滞在した。197日と17時間34分の滞在で、ヴィノグラードフと機長のアナトリー・ソロフィエフは25時間16分に及ぶ5回の宇宙遊泳を行った。
2006年3月30日、彼は第13次長期滞在の一員として、ソユーズTMA-8で国際宇宙ステーションを訪れ、2006年9月28日まで滞在した。
ヴィノグラードフは既婚で、3人の子供がいる。